# Кобе (порт)
Кобе (яп. 神戸港) — морской порт, расположенный в городе Кобе, Япония. В соответствии с Законом о портах значится как международный стратегический порт. С 1858 года принимает международные суда. Пор Кобе входит в топ-50 крупнейших портов мира по версии Американской ассоциации портовых властей (2013). Это один из пяти крупнейших международных торговых портов в Японии и один из трёх основных японских пассажирских портов.

## История
История порта Кобе началась с гавани в Хёго, которая с древности процветала как транспортный узел на морском пути между западными и восточными провинциями и центр торговли с континентом.
В период Нового времени (1868—1945) в результате увеличения масштабов в качестве центра международной торговли, порт Кобе стал известен как один из ведущих портов мира. Например, в 1970-х годах количество контейнеров, обработанных в этом порту, было самым высоким в мире.
В городе Кобе, являющемся внутренним районом страны, через который проходят торговые потоки, сохранилось много зданий, где в эпоху Мэйдзи проживали иностранцы-колонисты. Помимо архитектуры, сама атмосфера этих экзотических для Японии городских кварталов у моря, а также район развлечений Харборленд и парк Мэрикэн делают порт и его окрестности популярной туристической достопримечательностью. В 1972 году в порту построен искусственный остров Рокко-Айленд, где помимо туристических мест стоят и жилые дома.

## Хронология
- 812 год — Перестройка Овада-но-томари (японская древняя гавань)
- 1174 год — Завершение полководцем Тайра-но-Киёмори строительства искусственного острова Кёга в гавани Овада-но-томари. Образование нового центра торговли между Японией и Китаем.
- 1397 год — Полководец Асикага Ёсимицу назначил Хёго основным центром для торговли между Японией и китайской династией Мин.
- 1868 год — Открытие гавани в Хёго. Новая гавань получает название «порт Кобе».
- 1899 год — Перенос жилых кварталов иностранцев-колонистов с побережья во внутренние районы города Кобэ
- 1917 год — Открытие училища торгового флота Кавасаки Сёсэн Гакко (впоследствии — Колледж торгового флота Кобэ, в настоящее время — морской факультет университета Кобе)
- 1923 год — Признание порта Кобе стратегически важным портом
- 1963 год — Завершение строительства портовой башни
- 1967 год — Праздничная церемония в честь столетнего юбилея порта Кобе
- 1975 год — Принятие «формулы Кобе», запрещающей заход в порт военным кораблям с ядерным вооружением
- 1981 год — Открытие линии автоматически управляемых поездов Портлайнер
- 1987 год — Завершение строительства парка Мэрикэн
- 1992 год — Завершение строительства района Кобэ Харборленд
- 2006 год — Открытие аэропорта Кобе

## Порты-побратимы
- Порт Роттердама (Нидерланды) — с 1967 года
- Порт Сиэтла (США)- с 1967 года
- Порт Тяньцзиня (Китай) — с 1980 года